# Smast
Smast je gručasto naselje z zaselkom Log na levem  bregu Soče v Občini Kobarid. Leži na vrhu najvišje dolinske terase pod Krnom. Vas se prvič omenja leta 1178. Prevladujejo prenovljene nadstropne primorske hiše.
Kmetovalci spomladi in jeseni pasejo živino ob Soči, poleti pa na planinskih pašnikih. Severno od kraja teče potok Korito, pritok potoka Ročica.